# Arnfrid Wünschmann
Arnfrid „Arnd“ Wünschmann (* 4. Juli 1935 in Dresden) ist ein deutscher Zoologe und ehemaliger Zoodirektor des Tierparks Hellabrunn.

## Leben
Nach einem Studium der Zoologie, Botanik, Geographie und Chemie wurde Wünschmann 1962 mit der Dissertation Quantitative Untersuchungen zum Neugierverhalten von Wirbeltieren an der Universität Münster zum Doktor rer. nat. promoviert. Anschließend war er wissenschaftlicher Mitarbeiter am Zoologischen Institut der Universität Münster. Von 1963 bis 1971 arbeitete er als wissenschaftlicher Oberassistent und stellvertretender Direktor (neben Heinz-Georg Klös) des Zoologischen Gartens Berlin. Hier führte er unter anderem eine Studie über das Schlafverhalten des Südlichen Haarnasenwombats (Lasiorhinus latifrons) durch, worüber er 1967 den Artikel Haltungserfahrungen mit Wombats und 1970 das Buch Die Plumpbeutler (Vombatidae) veröffentlichte. 1967 wurde er zum Mitglied der Gesellschaft Naturforschender Freunde zu Berlin gewählt. Von 1972 bis 1981 war er Direktor des Münchener Tierparks Hellabrunn. Sein Nachfolger wurde Henning Wiesner. 1981 trat er in die Geschäftsführung der Umweltstiftung WWF Deutschland ein, wo er bis 1992 die Ressorts Naturschutz, Öffentlichkeitsarbeit und Umweltbildung leitete. Danach war er bis zu seinem Ruhestand im Jahr 2000 Umweltsprecher des WWF-Deutschland.
Wünschmann ist verheiratet und hat drei Töchter.

## Werke (Auswahl)
- Die Plumpbeutler (Vombatidae), 1970
- Der Zoo, vom Zwinger zum tiergemässen Tiergarten, 1978
- Hellabrunn – Gestern und heute, ein Tierpark für morgen. 50 Jahre Münchener Tierpark Hellabrunn AG eine Dokumentation der Tierparkgestaltung, 1979 (mit Fred Kabisch und Jörg Gribl)
- Treffpunkt Zoo, 1980
- Arbeiten des III. Internationalen Symposiums zur Rettung des Przewalskipferdes, 1980 (mit Heinrich Dathe)
- Silberstreifen am Horizont. Aufbruch zur Vernunft. Herausgegeben in Zusammenarbeit mit der Umweltstiftung WWF Deutschland, 1992 (mit Helga Henselder-Barzel)